# Søren Malling
Søren Dyrberg Malling (nacido el 3 de febrero de 1964) es un actor danés.

## Biografía
Søren Dyrberg Malling creció en Kjellerup y estudió interpretación en el Odense Teater entre los años 1988 y 1992. 
Es conocido por su papel del detective Jan Meyer en la serie de la televisión danesa The Killing (Forbrydelsen).
En 2010, encarnó a Torben Friis en la serie Borgen.
Malling está casado con la actriz Petrine Agger que encarna el papel de su esposa Hanne en The Killing (Forbrydelsen) y que también apareció en la serie Borgen donde interpretó a Pernille Madsen.

## Filmografía

### Cine
- Når mor kommer hjem (1998) - Løber
- Mifunes sidste sang (1999) - Palle Alfon
- Polle Fiction (2002) - Karsten Kørelærer
- Charlie Butterfly (2002) - Brandmand
- Anklaget (2005) - Forsvarer
- Rene hjerter (2006) - Bent
- Anja og Viktor - Brændende kærlighed (2007) - Tommy Jensen
- De unge år: Erik Nietzsche sagaen Part 1 (2007) - Hans Jørgen
- Blå mænd (2008) - Varberg
- Den du frygter (2008) - Søren Karlsen
- Vølvens forbandelse (2009) - Poppo
- Sorte Kugler (2009) - Læge
- Winnie & Karina - The Movie (2009) - Jacob Davantier
- Storm (2009) - Simon
- Julefrokosten (2009) - Torben
- Alting bliver godt igen (2010) - Karl
- Alle for én (2011)
- Un asunto real (En kongelig affære) (2012)
- Kapringen (2014)
- Krigen (2015)
- Dræberne fra Nibe (2017)
- La tierra prometida (2023)

### Televisión
- Bryggeren, episodio 12 (1997) - Arbejder
- Taxa, episodio 31 (1998) - Mette tidligere chauffør
- Rejseholdet, episodio 6 (2000) - Betjent Madsen
- Hotellet, episodio 17 (2000) - Kristoffer Hansen
- Skjulte spor, episodios 12-16, 18, 21-24 (2001) - Jacob Melander
- Nikolaj og Julie, episodio 14 (2003)
- Forsvar, episodio 4 (2003) - Steen Abelskov
- Er du skidt, skat?, episodio 1 (2003) - Kurt Eierbäch
- Fjernsyn for voksne, episodio 2 (2004)
- Ørnen, episodio 9 (2005) - Nikolaj Groholskij
- Teatret ved Ringvejen (2006) - Carsten
- Forbrydelsen (2007) - Jan Meyer
- Deroute (2008) - Steffen fra Hvidevareproffen
- Blekingegade (2009) - Peter Kvist
- Borgen (2010) - Torben Friis
- Wallander, The Dogs of Riga (2012) - Alcalde Kàrlis Liepa
- 1864 (2014) - Johan
- Kriger (2018) - Finn
- Rig 45 (2018)